# Mata-gato
Mata-gato ou mata-gatos, também conhecido como máscara ou chapa de rasura, é um instrumento de desenho. Em inglês, é conhecido como erasing shield.

## Descrição
Em sua forma mais usual, é uma placa delgada e muito fina, feita geralmente em aço inoxidável, com furos semelhantes a um gabarito ou estêncil, e que tem a função de encobrir parte do papel do desenho, deixando exposta apenas a superfície que se deseja apagar. Possui furos de vários formatos, permitindo escolher o que melhor se adapte ao trecho do desenho que se deseja apagar.
Com o mata-gato é possível eliminar traços indesejáveis ou incorretos do mesmo, sem afetar outras áreas do desenho, e nem danificar o papel com o atrito da borracha ou de estiletes utilizados no processo.